# Viscount Astor

Wappen der Viscounts Astor

Viscount Astor, of Hever Castle in the County of Kent, ist ein erblicher britischer Adelstitel in der Peerage of the United Kingdom.
Familiensitz der Viscounts ist Ginge Manor bei Wantage in Oxfordshire.

## Verleihung
Der Titel wurde am 23. Juni 1917 für den amerikanisch-britischen Finanzier und Politiker William Waldorf Astor geschaffen. Dieser war als Mitglied der Astor-Familie einer der reichsten Männer der Vereinigten Staaten, wanderte dann aber ins Vereinigte Königreich aus. Dort setzte er sich in erheblichem Umfang für wohltätige Zwecke ein.

## Nachgeordneter Titel
Astor war bereits am 26. Januar 1916 zum Baron Astor, of Hever Castle in the County of Kent, erhoben worden. Diese Baronie wird nunmehr als nachgeordneter Titel geführt.

## Liste der Viscounts Astor (1917)
- William Waldorf Astor, 1. Viscount Astor (1848–1919)
- Waldorf Astor, 2. Viscount Astor (1879–1952)
- William Waldorf Astor, 3. Viscount Astor (1907–1966)
- William Waldorf Astor, 4. Viscount Astor (* 1951)

Titelerbe (Heir Apparent) ist der älteste Sohn des jetzigen Viscounts, Hon. William Waldorf Astor (* 1979).